# Leonel Mário d’Alva
Leonel Mário d’Alva (ur. 22 czerwca 1935) – polityk Wysp Świętego Tomasza i Książęcej i pierwszy premier.

## Życiorys
Jako członek Ruchu Wyzwolenia Wysp Świętego Tomasza i Książęcej (MLSTP) stanął na czele rządu tymczasowego 21 grudnia 1974 i funkcję ta pełnił do dnia ogłoszenia niepodległości 12 lipca 1975 roku. Od końca 1975 do 1980 roku i ponownie w 1991 roku był przewodniczącym Zgromadzenia Narodowego Wysp Świętego Tomasza. W okresie od 4 marca do 3 kwietnia 1991 roku pełnił funkcję tymczasowego prezydenta kraju.  